# Michael Maniaci
Michael Maniaci (n. 1976) este un sopran american. Având o voce unică de sopran, el este remarcat prin abilitatea sa neobișnuită de a cânta fără a utiliza falsetul. Marea majoritate a bărbaților cu o asemenea voce o au din cauza unor dezechilibre hormonale, dar Maniaci nu.  Dintr-un motiv necunoscut, laringele acestuia nu s-a dezvoltat odată cu maturizarea, astfel încât acesta poate cânta sopran fără ca vocea lui să sune ca un contratenor (falsetist) sau a unei femei. Din acest motiv, este capabil să interpreteze acele piese din perioada barocului (preclasicismului) care au fost scrise special pentru cântăreți castrați, din această cauză, marii pedagogi vocali profesioniști consideră vocea lui ca fiind unică, asemănătoare castraților din istorie. Maniaci reprezintă un nume pe scena internațională a muzicii clasice, apărând deja în roluri principale ale operelor: Metropolitan Opera (New York, SUA), La Fenice (Veneția, Italia), Opera North (Leeds, Marea Britanie). El este cunoscut mai ales pentru interpretarea lucrărilor lui Handel, Mozart și Monteverdi.

## Biografie
Maniaci și-a petrecut copilăria timpurie în vestul mijlociu al Statelor Unite ale Americii. În adolescența sa timpurie, el s-a mutat împreună cu familia sa în Pennsylvania de Vest și a locuit în municipiul Peters (Peters Township), o mică comunitate aflată la aproximativ 20 de mile (36 de kilometri) sud de Pittsburgh. În timpul anilor de gimnaziu, Maniaci a început să-și dezvolte abilitățile sale muzicale prin multe școli de muzică, precum și într-o varietate de grupuri muzicale ale comunității. Cât timp a fost elev la Liceul din Peters Township, el a participat în multe organizații muzicale de juniori, câștigând multe premii, atât pentru interpretările sale vocale precum și pentru cele instrumentale. A absolvit liceul în 1994.

## Înregistrări
- Meyerbeer: Il crociato in Egitto (Michael Maniaci, Patrizia Ciofi, Marco Vinco, Laura Polverelli, Fernando Portari, Iorio Zennaro, Silvia Pasini, Luca Favaron, Emanuele Pedrini; Orchestra și Corul Teatrului La Fenice; Dirijor: Emmanuel Villaume). Dynamic DV 33549 DVD.
- Mozart: Arias for Male Soprano (Michael Maniaci, Boston Baroque, Dirijor: Martin Pearlman). Telarc International, TEL-31827-02. Lansat pe 26 ianuarie 2010.